# 新街堂
新街堂位于中国福建省厦门市思明区老市区中心地带的台光街29号，是中国大陆第一座供华人做礼拜的基督教堂，被称为“中华第一圣堂”。现在仍是厦门老市区基督徒的重要聚会场所，也是省级文物保护单位。

## 历史
1842年2月4日，在厦门辟为通商口岸之前，雅卑理（David Abeel）牧师受美国归正会差遣来厦传教。1847年12月，信徒福贵伯在闹市邰狗墓（今台光街）买到一块土地，1848年，波罗满（W.J.Pohlrnan）牧师回美国募捐得到3000美元，在此建成了中国第一所基督教堂。1849年2月11日举行献堂典礼。1861年2月1日，堂议会选举罗嘉渔牧师为本堂首任牧师，这也是中国基督教会首任被按立的华人牧师。
1928年，新街堂因年久失修、屋顶塌陷被拆除。现建筑系1933年重建，1935年竣工。罗马式建筑风格，红色坡顶，上有六边形钟塔，塔内悬挂1848年购置的美国制造铜钟。正立面设宽敞前廊，六根6.5米高的白色罗马式廊柱，墙上镶嵌中华基督教会全国总会赠送的石匾“中华第一圣堂”和“耶和华驻驿之所”，留存至今。外墙下部为花岗岩砌筑，上部为清水红砖，堂内为地板铺地。
1958年实行联合礼拜时，由伦敦会创建的泰山堂会并入新街堂会。1966年，文化大革命开始，新街堂被迫停止聚会达13年之久。
1982年，新街堂被列为厦门市文物保护单位。2005年5月被列入第六批省级文物保护单位。 
新街堂也是中國基督新教本色化的典範。由美國歸正會、英國長老會與倫敦會在廈門教區的合作開始，於1850年代首度選舉長執，並於1860年代選舉牧師。所選出的牧師並不需要向宣教士負責，有相同職權。兩位牧師是為中國第一間教堂的中國牧師：羅罩（別名嘉漁），金門西園人；葉漢章。第三任牧師黃和成於1900年正月參與金門後浦堂會的創建會議，後浦堂會於1902年建立完成，由林寶德牧師擔任第一任會正。